# Papamosques de les Ryukyu
El papamosques de les Ryukyu (Ficedula owstoni) és una espècie d'ocell de la família dels muscicàpids (Muscicapidae). És endèmic d'Okinawa i les illes Ryukyu, al Japó. El seu hàbitat natural el formen boscos secs subtropicals. El seu estat de conservació es considera de risc mínim.

## Taxonomia
El Congrés Ornitològic Internacional considerava aquest tàxon com una subespècie del papamosques narcís (Ficedula narcissina owstoni). però en la versió 11.2 (Juliol, 2021) de la seva llista mundial se'l va segmentar definitivament en una espècie apart.
Altres classificacions, com el Handook of the Birds of the World i la quarta versió de la BirdLife International Checklist of the birds of the world (Desembre 2019), ja consideraven anteriorment que aquest tàxon tenia la categoria d'espècie.